# Gerhard Kessler (Wirtschaftswissenschaftler)
Gerhard Kessler (* 24. August 1883 in Groß Wilmsdorf, Kreis Mohrungen, Ostpreußen; † 14. August 1963 in Kassel) war ein deutscher Wirtschafts- und Sozialwissenschaftler.

## Leben
Kessler war ein Sohn des Pfarrers und späteren Generalsuperintendenten der Neumark und Niederlausitz Hans Kessler (1856–1939). Seine ältere Schwester war die Reichstagsabgeordnete Gertrud Eitner.
Während seines Studiums wurde Kessler Mitglied beim Verein Deutscher Studenten Leipzig. Er wurde 1905 promoviert und 1912 außerordentlicher Professor für Sozialkunde und Wirtschaftswissenschaften an der Universität Jena. Nach dem Ersten Weltkrieg, an dem er als Soldat teilnahm, wurde er 1919 ordentlicher Professor für Nationalökonomie in Jena. 1927 folgte die Berufung auf eine ordentliche Professur an der Universität Leipzig. In dieser Zeit profilierte er sich als scharfer Kritiker des Nationalsozialismus. 1932 bezeichnete er in einem Zeitungsartikel Hitler als „Phrasendrescher und Rattenfänger“. Nach der NS-„Machtübernahme“ wurde Kessler aus politischen Gründen entlassen. Noch im selben Jahr emigrierte er in die Türkei, wo er an der Universität Istanbul Professor für Volkswirtschaft wurde. In der Türkei bemühte er sich um die Förderung der Sozialwissenschaften, wobei er sich soziologisch an Ferdinand Tönnies orientierte. Kessler schrieb eine Gesellschaftslehre in türkischer Sprache.
1943 gründete er zusammen mit dem ebenfalls ins türkische Exil geflohenen Sozialdemokraten Ernst Reuter und anderen die Kleingruppe „Deutscher Freiheitsbund“.
Nach dem Zweiten Weltkrieg ging Kessler 1950 erst als Gastprofessor an die Universität Göttingen und siedelte dann 1951 wieder nach Deutschland über. Bis 1958 lehrte er an der Universität Göttingen als Honorarprofessor. 1946 erhielt er von der Universität Leipzig die Ehrendoktorwürde.
Von den deutschen Behörden wurde die Tätigkeit in der Türkei nicht für seine Rentenansprüche anerkannt. Kessler verstarb in einem Altersheim in Kassel.

## Auszeichnungen
- 1953: Großes Bundesverdienstkreuz

## Schriften
- Die Deutschen Arbeitgeberverbände. Duncker & Humblot, Leipzig 1907.
- Die Nachtarbeit jugendlicher Arbeiter in Glashütten, Walz- und Hammerwerken. um 1910.
- Der Neuaufbau des deutschen Wirtschaftslebens. Fischer, Jena 1920.
- Der Student in der neuen deutschen Gesellschaft. Bernard & Graefe, Berlin-Charlottenburg 1929.
- Genealogie und Wirtschaftsgeschichte. Leipzig 1932.
- Kampf und Aufbau! Meiner, Leipzig 1933.
- Die Familiennamen der Juden in Deutschland. Leipzig 1935. (Mitteilungen der Zentralstelle für Deutsche Personen- und Familiengeschichte, 53. Heft)
- Içtimaiyata başlangiç. Istanbul 1938.
- Kooperatiçilik. Istanbul 1940.
- Sosyal siyaset. Istanbul 1950.

## Sonstiges
- Zuflucht am Bosporus. Dokumentarfilm von Nedim Hazar und Pavel Schnabel, 2001. Erstausstrahlung 3sat 28. Oktober 2001 mit der Zeitzeugin Addi Scholz, Tochter von G. Kessler, sie lebte allerdings nur kurzzeitig in der Türkei und damit mit ihrem Vater zusammen; und mit Cornelius Bischoff